# Godua
Godua (Goddua) ou Gadua (Ghadduwah) é uma cidade da Líbia situado no distrito de Seba.